# Pena pecuniaria
Pena pecuniaria es la denominación de la sanción que consiste en el pago de una multa al Estado como castigo por haber cometido un delito.
La pena pecuniaria es una de las más leves que se pueden imponer dentro del derecho penal, y es utilizada también en derecho administrativo como forma para sancionar los incumplimientos.

## Diferencia con la responsabilidad civil
La pena pecuniaria es una de las formas en las que puede presentarse la responsabilidad penal, y es necesario no confundirla con la responsabilidad civil. Es más, es muy habitual que un delincuente condenado a una pena pecuniaria deba también pagar una cantidad de dinero por responsabilidad civil a la víctima.
En el caso de la responsabilidad civil, un infractor o delincuente debe pagar los daños causados a su víctima. Si bien es similar a una multa, existen varias diferencias:
- La responsabilidad civil la cobra la víctima, mientras que la pena pecuniaria la cobra el estado.
- La responsabilidad civil se calcula en función del daño causado (busca la reparación del daño). La pena pecuniaria se impone en función de la gravedad de la conducta, y es independiente del daño causado.